# 山田銀行 (北海道)
山田銀行（やまだぎんこう）は、北海道函館区（現函館市）に設立された明治期の銀行。
1883年（明治16年）に福井藩士である山田慎により、函館区で設立。資本金は10万円。山田は維新後、北海道における政商的立場にあり、北海道を拠点とする第四十四国立銀行（本店は東京）の支配人であった。1882年（明治15年）に第四十四国立銀行の経営が行き詰まり、第三国立銀行に救済を申し入れた際に、同行の北海道内の支店を譲り受ける形で、当行を創立した。
当行は、大蔵省および農商務省北海道事業管理局の現金取扱御用を務めたものの、1886年（明治19年）に北海道庁の設置に伴い、農商務省の官金取扱い業務が停止されたことから、経営が行き詰まり経営不振に陥る。その後、第三国立銀行に営業譲渡し解散。

## 沿革
- 1883年（明治16年）1月：開業
- 1891年（明治24年）1月：廃業（函館市史では7月閉店）